# Edme-Sébastien Jeaurat
Pour les articles homonymes, voir Jeaurat.
Edme-Sébastien Jeaurat, né le 14 septembre 1725 à Paris, où il est mort le 16 ventôse an XI (7 mars 1803), est un astronome français, célèbre pour avoir publié une carte des 64 étoiles des Pléiades en 1786.

## Biographie
Fils du graveur du roi Edme Jeaurat, et petit-fils, par sa mère Marie-Charlotte Le Clerc, du graveur Sébastien Leclerc, il apprit de bonne heure le dessin de son oncle, le peintre Étienne Jeaurat, tandis qu’un ami intime de la famille, Jacques Lieutaud (1660-1733), astronome de l’Académie des Sciences, lui apprenait les mathématiques. Jeaurat profita sous ces deux maitres car l’Académie de peinture lui décerna, à l’âge de 20 ans, une médaille pour le dessin, et, quatre ans plus tard, il fut employé, comme ingénieur géographe, à la grande carte de France, dont il leva 600 lieues carrées.
En 1750, il publia un Traité de perspective à l’usage des artistes, qui ne cessa, par la clarté de ses procédés et de ses démonstrations, d’être un des ouvrages les plus utiles pour les peintres. En 1753, il fut professeur de mathématiques à l’École militaire, dont le premier établissement provisoire fut formé à Vincennes à cette époque et où il fut le fondateur de divers règlements en faveur de l'astronomie qui ont été pris en compte.
Lalande l’engagea alors à coopérer aux travaux astronomiques de l’Académie, pour lesquels on manquait de sujets. Jeaurat s’en occupa avec zèle, calculant les oppositions de 1758 et des années suivantes ; il observa la comète de 1759, et il donna des formules analytiques pour calculer les mouvements des planètes, en employant la 6e puissance de l’excentricité, les plus étendues et les plus complètes à leur époque, prouvant sa grande facilité dans une analyse dont les astronomes faisaient, à cette époque, peu d’usage.
L’Académie publia plusieurs de ses Mémoires dans le recueil des savants étrangers, en 1763. La même année, il fut pressenti, avec Bailly, par l’Académie pour succéder à l’abbé de Lacaille. Tous deux furent nommés, et pendant 25 ans, il ne cessa de remplir les volumes de cette compagnie de ses mémoires, observations et calculs. En 1766, il donna de nouvelles tables de Jupiter, qui parurent avec la Théorie que Bailly avait faite pour les Satellites de Jupiter.
Dès 1763, il s’était procuré un observatoire en bois à l’École militaire, mais cinq ans plus tard, en 1768, il obtint du duc de Choiseul la construction d’un observatoire complet et solide qui a conduit à la construction, en 1788, d'un des plus importants observatoires européens du moment.
En 1775, ayant été choisi pour remplacer Lalande dans les calculs de la connaissance des temps, il publia successivement douze volumes, dont chacun contenait des choses nouvelles, des tables de divers astronomes, et beaucoup de calculs de lui ; une réduction du grand Catalogue Britannique, une détermination des longitudes de tous les pays, la plus étendue qui ait paru jusqu’alors ; la position des clochers de Paris, des tables d’aberrations et autres objets importants pour l’astronomie. Jeaurat continua de faire de ce livre une collection annuelle, nécessaire à tous les astronomes de son temps.
Lorsque l’âge ne lui permit plus de travailler par lui-même, Jeaurat continua de s’intéresser aux travaux des astronomes, aidant ainsi Rotrou dans des observations. Le 5 nivôse an V, l’Institut de France, reconstitué l’année précédente, lui rendit hommage en le choisissant, malgré des concurrents très connus, très estimés et malgré son âge de 72 ans, pour un de ses membres. Il avait été élu membre honoraire étranger de l'Académie américaine des arts et des sciences en 1783.

## Publications
- Traité de perspective à l’usage des artistes : où l’on démontre géométriquement toutes les pratiques de cette science, & où l’on enseigne, selon la méthode de M. le Clerc, à mettre toutes sortes d’objets en perspective, leur réverbération dans l’eau, et leurs ombres, tant au soleil qu’au flambeau, Paris, Charles-Antoine Jombert, 1750.

## Sources
- Jérôme de Lalande, « Notice des travaux de l’astronome Jeaurat, le 18 ventôse, aux obsèques de Jeaurat », Magasin encyclopédique : ou Journal des sciences, des lettres et des arts, Paris, Fuchs, t. 5,‎ 8e année, 1803, p. 404-407 (lire en ligne, consulté le 3 janvier 2018).